# Antonio José Tirado Jiménez
Antonio José Tirado Jiménez (n. Castellón, Comunidad Valenciana, España, 3 de julio de 1948) es un abogado y político español. Fue alcalde de Castellón de 1979 a 1987 por el PSPV-PSOE y presidente de la Caja de Ahorros de Castellón, de Bancaja y consejero de Bankia.

## Biografía
Antonio Tirado estudió derecho en la Universidad de Valencia. En 1968 forma parte del comité del PCE en la Universidad de Valencia pero abandonó el partido para formar parte del Partido Socialista Popular desde el que pasó al PSPV-PSOE. Fue el primer alcalde de la democracia en Castellón elegido en las elecciones municipales de 1979. Entre septiembre y diciembre de 1979 fue consejero sin cartera del Consejo de País Valenciano, organismo de gobierno regional preautonómico. [cita requerida]
En 1987 abandona su puesto de alcalde para presidir la Caja de Ahorros de Castellón, cargo que ocuparía hasta la fusión en 1991 de esta con la Caja de Ahorros de Valencia que daría lugar a Bancaja. Entre 1991 y 1993 fue copresidente de Bancaja y entre febrero de 1997 y marzo de 1998 ejerció tanto de presidente de Bancaja como de su filial Banco de Valencia. [cita requerida] 
En 2011 formó parte del primer consejo de administración de Bankia. En 2012 fue uno los 30 consejeros imputados en el caso Bankia que finalmente fueron absueltos. 
Antonio Tirado fue el primer presidente del Consejo Social de la Universidad Jaume I (UJI). Está en posesión de la medalla de oro de la ciudad de Castellón y de la medalla de oro de la Universidad Jaume I (UJI).